# Rennes Volley 35 2017-2018
Questa voce raccoglie le informazioni riguardanti il Rennes Volley 35 nelle competizioni ufficiali della stagione 2017-2018.

## Organigramma societario
Area direttiva
- Presidente: Brice Chambourg

Area tecnica
- Allenatore: Nikola Matijasević

## Rosa
| N° | Nome                    | Ruolo | Data di nascita   | Nazionalità sportiva |
| -- | ----------------------- | ----- | ----------------- | -------------------- |
| 1  | Kert Toobal             | P     | 3 giugno 1979     | Estonia              |
| 2  | Titouan Halle           | S     | 22 febbraio 1998  | Francia              |
| 3  | Gérald Hardy-Dessources | C     | 9 febbraio 1983   | Francia              |
| 4  | David Feughouo          | O     | 5 maggio 1989     | Camerun              |
| 5  | Frédéric Malick         | S     | 17 ottobre 1995   | Francia              |
| 6  | Xavier Kapfer           | S     | 7 novembre 1981   | Francia              |
| 7  | Amir Lugo-Rodriguez     | C     | 25 ottobre 1993   | Stati Uniti          |
| 8  | Tanguy Nevot            | L     | 1º aprile 1997    | Francia              |
| 9  | Gregory Petty           | S     | 5 giugno 1993     | Stati Uniti          |
| 9  | Kévin Le Roux           | C/O   | 11 maggio 1989    | Francia              |
| 11 | Gildas Prévert          | C     | 15 giugno 1996    | Francia              |
| 12 | Rodney Ken-Ah-Kong      | C     | 10 luglio 1987    | Seychelles           |
| 15 | MEYER Léo               | P     | 25 gennaio 1997   | Francia              |
| 16 | Arvydas Mišeikis        | O     | 17 settembre 1987 | Lituania             |
| 17 | Emmanuel Ragondet       | S     | 6 agosto 1987     | Francia              |
| 19 | Sebastián Closter       | L     | 13 maggio 1989    | Argentina            |